# Военное дело эпохи Возрождения
Военное дело эпохи Возрождения связано с началом широкого распространения пороха и основанных на применении взрывчатых веществ вооружений, включая артиллерию и огнестрельное оружие, а также приёмов военного искусства в ходе осады укреплений. В этой связи именно пороховое военное дело (термин предложен историком Майклом Робертсом в 1950-х годах) является знаковым для эпохи Возрождения.

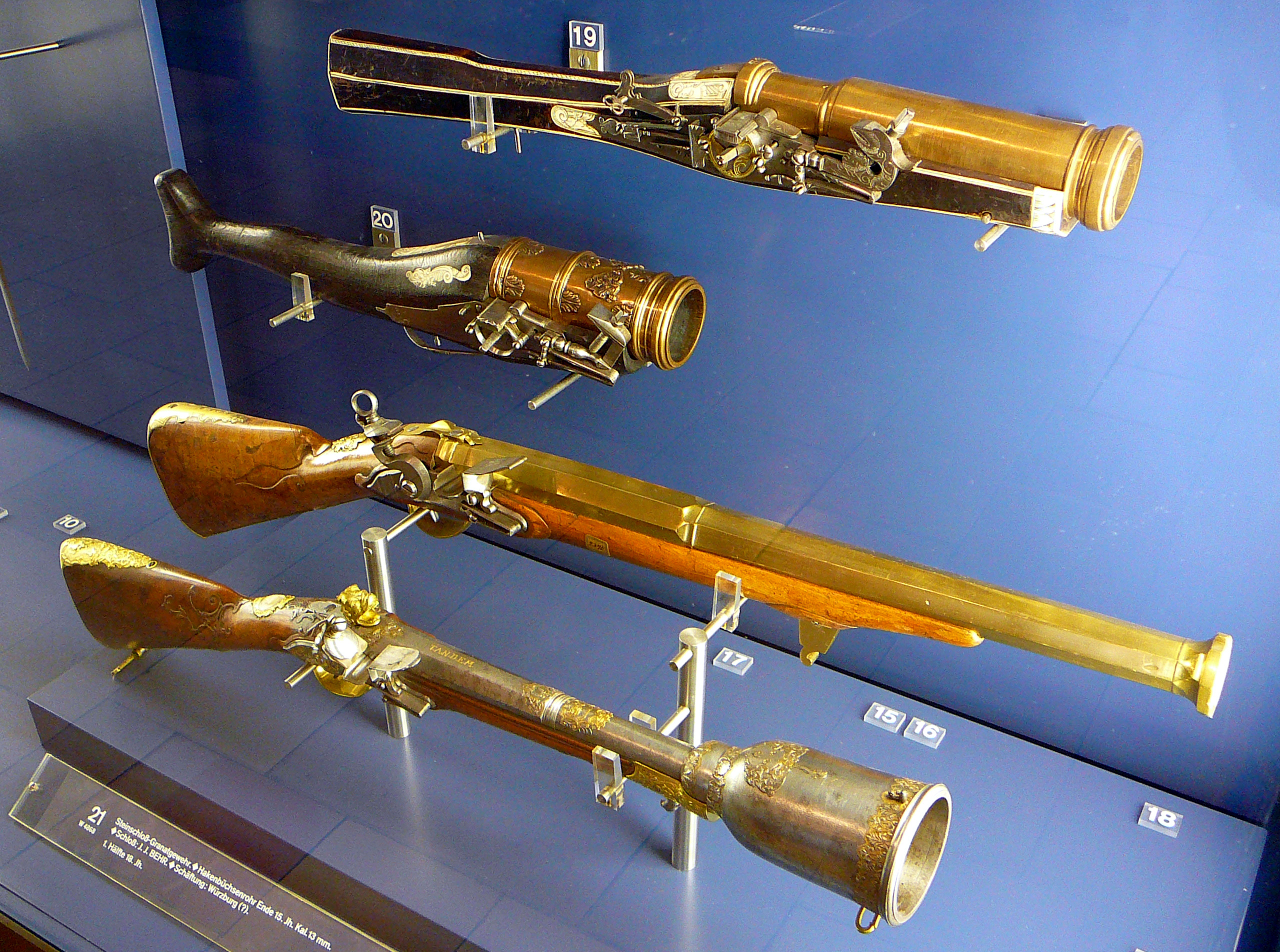
Немецкие мушкеты-гранатомёты XVI века (два верхних образца) на выставке в Баварском национальном музее, г. Мюнхен

## Технологический задел европейской цивилизации
В XV веке в Италии начали использовать порох для уничтожения вражеских стен взрывом подземной минной галереи (а не простым обрушением подкопа через пережигание деревянных крепей, как раньше), что значительно повысило разрушительную силу приёмов подземной (минной) войны при осадах укреплений в Европе.
В технологическом отношении пороховое военное дело накладывается на «эпоху паруса», и открытые благодаря пороху возможности стали определяющими для морской тактики эпохи, включающей применение корабельных орудий. Кроме того, развитое мореплавание сделало возможным доставку войск, вооружённых огнестрельным оружием, в любую точку мира, и как следствие — широкие колониальные захваты.
Совершенствование порохового военного дела в эпоху Возрождения подготовит почву для появления к началу XVII века т. н. «протестантской военной системы»: постоянных армий, состоящих из рекрутов, поголовно снабжённых огнестрельным оружием благодаря достаточно развитому к тому времени в Европе мануфактурному производству вооружений.

## Войны эпохи Возрождения
Эпоха огнестрельного оружия, начавшаяся одновременно с эпохой Возрождения. Многочисленные войны эпохи Возрождения являются ранним этапом войн Раннего Нового времени, которые вели все великие державы как внутри Европы, так и на её стыке с Ближним Востоком и в других частях света.
Войны Раннего Нового времени с широким применением пороха, приблизительно относимые к эпохе Возрождения, сводятся в географическом и хронологическом отношении к следующим:
- Религиозные и территориальные войны внутри Европы с XV века, и особенно с начала XVI века и до второй половины XVII века:
  - Гуситские войны (широкое применение гуситами огнестрельного оружия в сочетании с подвижными укреплениями)
  - Итальянские войны
    - Итальянская война (1521—1526) (в частности, битва при Павии, принёсшая известность ружью под названием аркебуза[4][5][6])
    - Англо-шотландские войны

  - Русско-литовская война (1534—1537) (подрыв стен Стародуба литовцами, впервые в Русско-литовских войнах)
  - Шмалькальденская война (появление рейтаров, делавших ставку на огнестрельное оружие)
  - Русско-шведская война (1554—1557)
  - Гугенотские войны
  - Восьмидесятилетняя война
  - Ливонская война
    - Северная Семилетняя война
    - Русско-польская война (1577—1582)

  - Война за португальское наследство
  - Англо-испанская война (1585—1604) (разгром «Непобедимой армады» в грандиозном морском Гравелинском сражении)
  - Русско-шведская война (1590—1595)
  - Польско-шведские войны (1600—1629)
  - Русско-польская война (1609—1618)
  - Русско-шведская война (1610—1617)
  - Кальмарская война
- Войны европейских держав с Турцией:
  - Падение Константинополя (1453) (широкое применение артиллерии)
  - Турецко-венецианские войны
    - Турецко-венецианская война (1570—1573)
      - Битва при Лепанто

  - Османо-габсбургские войны
  - Турецко-португальские войны
  - Осада Родоса (1522) (упорная контрминная борьба)[7]
  - Великая осада Мальты (в ходе которой осаждающие применяли гигантские пушки-«василиски»)
- Русско-казанские войны (применение огнестрельного оружия в сочетании с передвижным полевым укреплением для наступления)
  - Русско-казанская война (1530—1531)
  - Казанские походы (применение подземно-взрывных работ русскими)
- Конфликт Русского государства с Турцией и Крымским ханством из-за взятия Казани и Астраханского ханства:
  - Русско-турецкая война (1568—1570) (первая из русско-турецких войн Нового времени, стоящая несколько особняком от остальных из-за последовавшего за ней более чем столетнего перерыва)
  - Русско-крымские войны
    - Крымский поход на Москву (1571)
    - Битва при Молодях (применение огнестрельного оружия в сочетании с гуляй-городом для обороны)
    - Крымский поход на Москву (1591) (применение огнестрельного оружия в сочетании с гуляй-городом для обороны)
- Войны европейских держав в других частях света (в Южной Азии, Африке и Новом Свете)
  - Португальское завоевание Гоа
  - Битва при Диу
  - Битва при Каннануре
  - Португало-персидская война
  - Завоевание Мексики
  - Испанское завоевание инков
  - Тунисская война
  - Битва при эль-Ксар-эль-Кебире